# Beresztelke

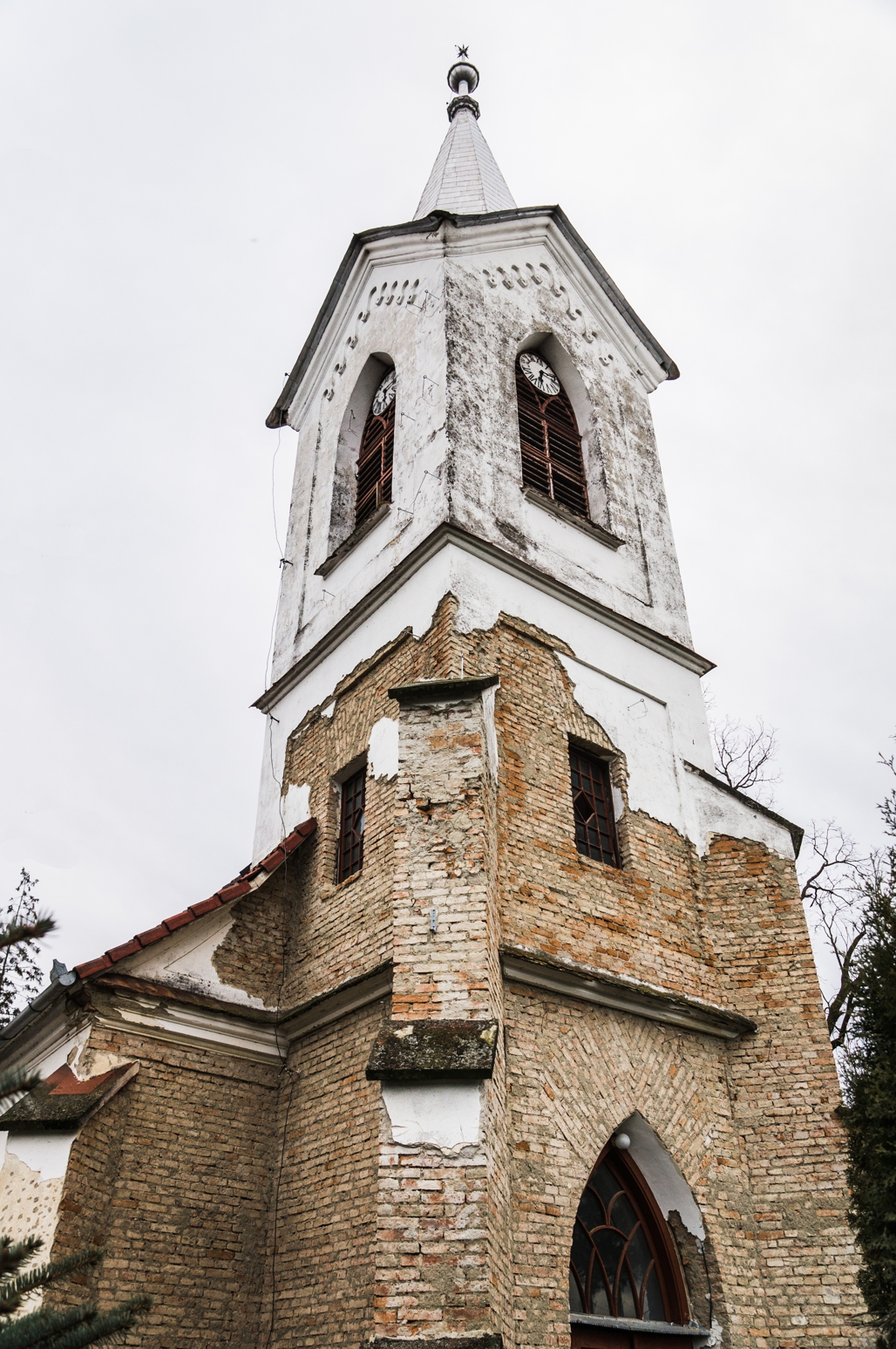
Református templom

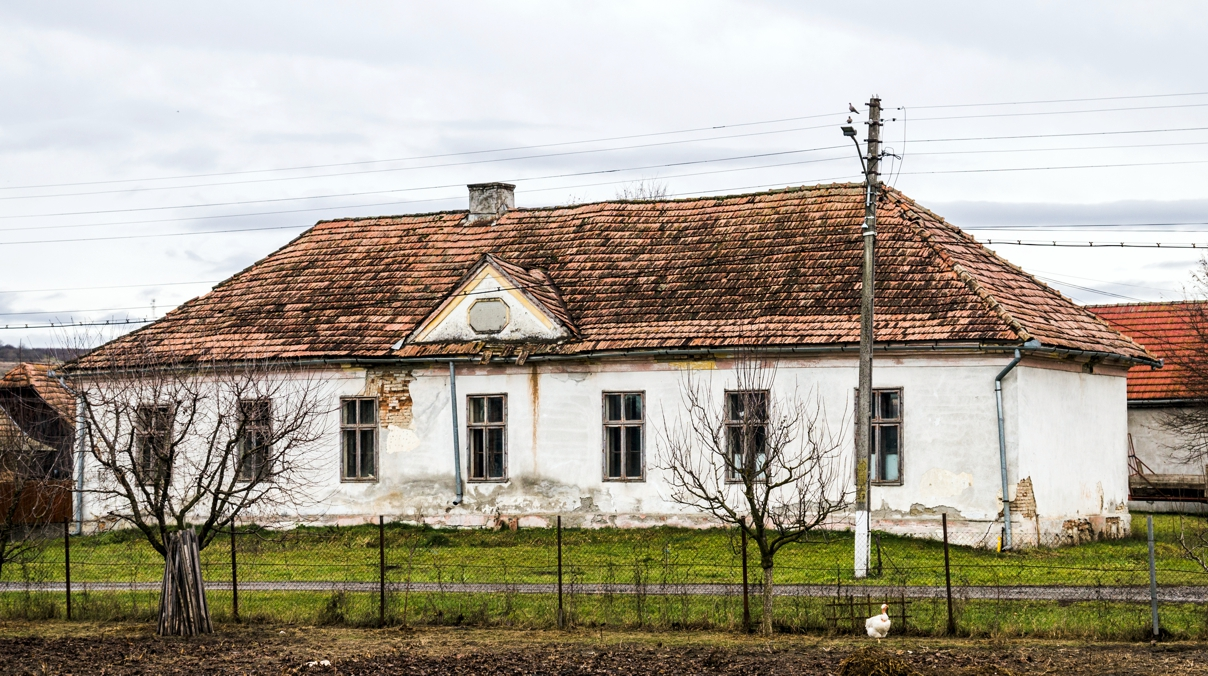
Bánffy-udvarház, utóbb általános iskola

Beresztelke (románul Breaza, németül Bretzdorf, korábban Breit, szászul Bretzdref) falu Romániában Maros megyében. Szászrégentől 5 km-re nyugatra a Lúc-patak jobb partján fekszik. Beresztelke község központja, Kisfülpös és Magyarfülpös tartozik hozzá.

## Története
1319-ben Berycteluke néven említik. Határának délkeleti részén egykor egy Bentelke nevű falu létezett.
Beresztelkének már 1332-ben volt temploma. Mai református temploma a 15. században épült, tornya 1895-ből való. 1910-ben 1178, többségben magyar lakosa volt, jelentős román kisebbséggel. A trianoni békeszerződésig Maros-Torda vármegye Régeni alsó járásához tartozott. 1992-ben 1148 lakosából 635 magyar, 418 román, 87 cigány, 8 német (erdélyi szász) volt.

## Nevezetességei
- Bánffy-udvarház

## Híres emberek
- Itt született 1943-ban Daróczi-Szabó Árpád fizikus, fizikai szakíró.